# Droga wojewódzka 766
Die Droga wojewódzka 766 (DW 766) ist eine 40 Kilometer lange Droga wojewódzka (Woiwodschaftsstraße) in der polnischen Woiwodschaft Heiligkreuz, die Morawica mit Węchadłów verbindet. Die Strecke liegt im Powiat Kielecki und im Powiat Pińczowski.

## Streckenverlauf
Woiwodschaft Heiligkreuz, Powiat Kielecki
-  Morawica (DK 73, DW 763)
- Dębska Wola

Woiwodschaft Heiligkreuz, Powiat Pińczowski
- Włoszczowice
- Góki
-  Kije (DK 78)
- Hajdaszek
- Brzeście
-  Pińczów (DW 767)
- Skrzypów
- Michałów
- Góry
-  Węchadłów (DW 768)